# Великий голод в Ірландії
53°21′04″ пн. ш. 7°55′16″ зх. д. / 53.351° пн. ш. 7.921° зх. д.

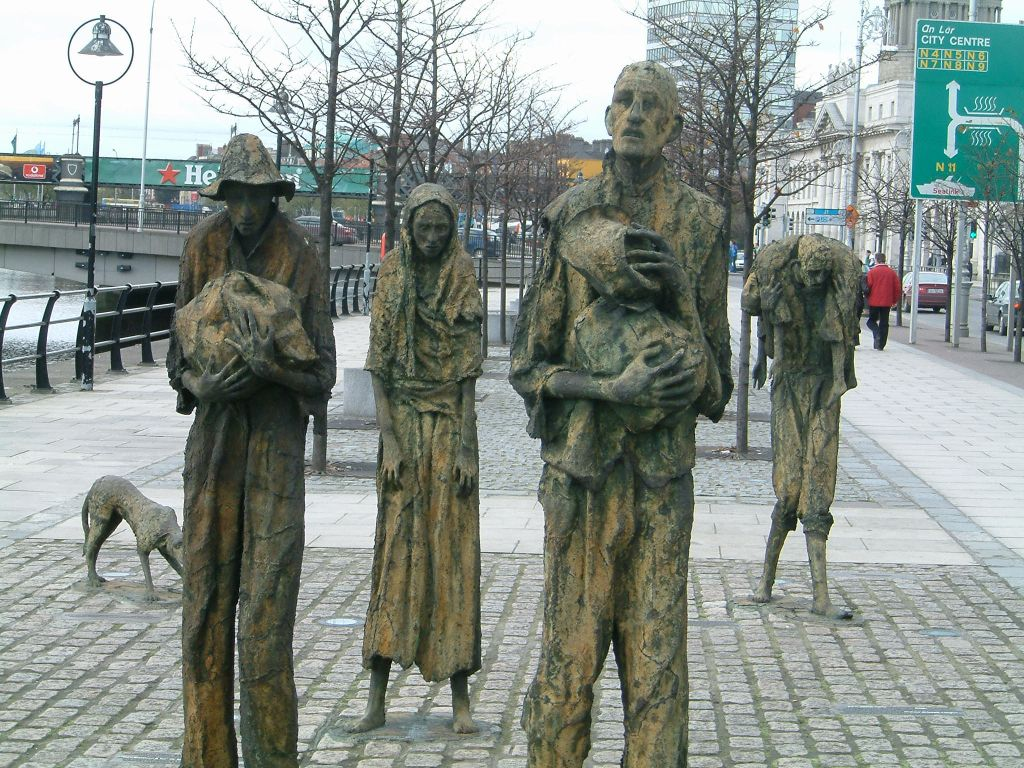
Меморіал жертвам голоду в Дубліні.

Вели́кий го́лод в Ірла́ндії (ірл. An Gorta Mór, англ. Great Famine, відомий також як Ірландський картопляний голод) охопив Ірландію в 1845-1849 роках. Голод був викликаний деструктивною економічною політикою Великої Британії та спровокований епідемією фітопатогенного картопляного гриба Phytophthora infestans, який викликав фітофтороз.
Через англійську колонізацію XII—XVIII століть корінні ірландці практично повністю втратили свої земельні володіння; сформувалася нова керівна верства, що складалася з протестантів, вихідців з Англії та Шотландії.
На початку XIX століття близько 6/7 населення Ірландії було зайняте в сільському господарстві, у якому панували кабальні форми експлуатації. Ірландія служила одним із джерел накопичення англійських капіталів і розвитку промисловості в Англії.
З середини 1840-х років почався аграрний переворот. Падіння цін на хліб (після скасування в 1846 році в Англії «хлібних законів») спонукало землевласників розпочати інтенсивний перехід від системи дрібної селянської оренди до крупного пасовищного господарства. Посилився процес зганяння дрібних орендарів із землі (так зване очищення маєтків).
Скасування «хлібних законів» і хвороби картоплі, яка була основною культурою в малоземельних ірландських селян, привели до страшного голоду 1845-1849 рр.
Окрім Ірландії, хвороба картоплі перекинулася на інші європейські країни, але ніде більше не викликала таких катастрофічних наслідків.
Через голод загинуло від 500 тис. до 1,5 млн осіб. Значно збільшилася еміграція (з 1846 по 1851 рік виїхали 1,5 млн осіб), особливо в США, що стала постійною межею історичного розвитку Ірландії. У результаті, в 1841—1851 рр. населення Ірландії скоротилося на 30 %.
І надалі Ірландія стрімко втрачала населення: якщо в 1841 р. чисельність населення становила 8 млн. 178 тис. осіб, то в 1901 р. — всього 4 млн. 459 тис.
Голод став переломним моментом в історії Ірландії, яка тоді була частиною Сполученого Королівства Великої Британії та Ірландії. Голод і його наслідки назавжди змінили демографічний, політичний, та культурний ландшафт острова. Для місцевих ірландців і тих, хто став частиною діаспори, голод увійшов у народну пам'ять і став об'єднавчим фактором для гомрула та рухів за Об'єднану Ірландію. І без того напружені відносини між багатьма ірландцями та британською короною зіпсувалися ще більше, посиливши міжнаціональну та міжрелігійну напруженість і підвищивши ірландський націоналізм та республіканізм в Ірландії та серед ірландських емігрантів у США та інших країнах.

## Причини голоду та фактори, які йому сприяли
Від часів підписання Акту про унію в січні 1801 року Ірландія була частиною Сполученого Королівства зі своєю виконавчою владою, яка була в руках Лорд-лейтенанта Ірландії та головного секретаря з Ірландії, призначених британським урядом. Ірландія делегувала 105 членів парламенту в Палату громад Сполученого Королівства, а Ірландські пери-представники обирали зі свого числа 28 осіб, які довічно обіймали крісло в палаті лордів. Між 1832 і 1859 роками 70 % ірландських представників були землевласниками або синами землевласників.
Упродовж 40 років після укладання Унії кожен британський уряд стикався з проблемами управління країною, яка мала, як Бенджамін Дізраелі сказав у 1844 році, «голодуюче населення, заочну аристократію, чужорідну Церкву, і крім того найслабшу виконавчу владу у світі». Один з істориків підрахував, що між 1801 і 1845 роками було 114 комісій і 61 спеціальний комітет, які розслідували стан справ в Ірландії, і що «всі без винятку їхні висновки передбачали катастрофи; Ірландія була на межі голоду, її населення швидко зростало, три чверті її працівників були безробітними, житлові умови були жахливими і рівень життя надзвичайно низьким.»

### Закони, що обмежили права ірландських католиків
У XVII—XVIII століттях кримінальне право забороняло ірландським католикам купувати або орендувати землю, голосувати, займати політичні посади, жити в місці, що має самоврядування, або менш як за 5 км від нього, отримувати освіту, здобувати професію і робити багато інших речей, необхідних людині для успіху і процвітання в суспільстві. Закони здебільшого до 1793 року зазнали змін і Білль про емансипацію католиків 1829 року знову дозволив ірландським католикам займати місця в парламенті.

### Землевласники (орендодавці) та орендарі
У XVIII столітті для управління земельною власністю введено «систему посередників». Збирання орендної платні перейшло до представників землевласників або посередників. Це гарантувало господарям постійний прибуток і позбавило їх від прямої відповідальності, залишивши орендарів беззахисними перед експлуатацією з боку посередників.
Католики, більшість з яких, попри емансипацію католиків 1829 року, жила в умовах убогості і відсутності безпеки, становила 80 % населення. На вершині «соціальної піраміди» був «панівний клас протестантів», англійські та англо-ірландські сім'ї, яким належала більша частина землі, і більш-менш необмежена влада над своїми орендарями. Деякі з їхніх володінь займали величезні території, наприклад, граф Лукан володів понад 240 км2 землі. Багато з цих землевласників жили в Англії і були відомі як землевласники, які не проживають у своєму маєтку (англ. Absentee landlord). Прибутки від оренди, зібрані зі «збіднілих орендарів», яким платили мінімальну зарплатню за вирощування врожаю і худоби на експорт, йшли здебільшого до Англії.
1843 року британський уряд вважав, що земельне питання в Ірландії стало першопричиною невдоволень у країні. Він створив Королівську комісію під головуванням графа Девона, для вивчення законів, що стосувалися захоплення земельних ділянок. Денієл О'Коннел описав цю комісію як «абсолютно однобоку», складену лише із землевласників, без представлення інтересів орендарів. У лютому 1845 року Девон повідомляв:
Неможливо адекватно описати поневіряння, яких вони [ірландський чорнороб і його сім'я] за звичкою і мовчки зазнають… у багатьох районах їхня єдина їжа — це картопля, їхній єдиний напій — вода … їхні халупи рідко коли захищають від негоди … ліжко або ковдра — це рідкісна розкіш … і майже у всіх них свиня і купа гною становлять єдине майно
Члени комісії прийшли до висновку, що вони не можуть «втриматися від того, щоб висловити сильне почуття терпеливої витривалості, яку робітничий клас показав під стражданнями більшими, ми вважаємо, ніж страждання жителів будь-якої іншої країни в Європі.» Комісія заявила, що головною причиною такого становища є погані стосунки між землевласниками та орендарями. Немає жодної спадкової вірності, феодального зв'язку, або пом'якшувальної традиції патерналізму яка існувала в Англії (Ірландія була підкореною країною). Граф Клер зауважив про землевласників, що «конфіскація є їхньою загальною назвою». На думку історика Сесіла Вудгема-Сміта, землевласники розглядали землю лише як джерело доходу, з якого потрібно було витягнути якомога більше. А ірландці «міркували над своїм невдоволенням у похмурому обуренні» (за словами графа Клера). Господарі значною мірою розглядали сільську місцевість як вороже для проживання місце. Деякі господарі відвідували свою власність тільки один раз або двічі в житті, якщо взагалі це робили. Орендна плата з Ірландії зазвичай працювала не на її економіку; за оцінками в 1842 році з Ірландії було виведено £6,000,000.
Здатність посередників вимірювалася розміром платні, яку вони були спроможні витягнути з орендарів. У свідченнях перед комісією їх описували як «сухопутних акул», «кровососів», і «найбільш деспотичні екземпляри тиранів, що коли-небудь сприяли руйнуванню країни». Посередники брали в оренду великі ділянки землі в землевласників на тривалий строк з фіксованою орендною платнею, а потім давали ці ділянки в суборенду на свій розсуд. Вони ділили утримуване на все дрібніші шматки, з тим щоб збільшити суму орендної платні, яку могли отримати. Орендарів могли виселити за несплату орендної платні (яка була високою), або за рішенням орендодавця розводити овець замість вирощування зернових культур. Котьє сплачував свою ренту, працюючи на поміщика.
Оскільки будь-яке поліпшення майна, проведене орендарем, також ставало власністю орендодавця, коли оренда закінчувалась або її розривали, то стимулів для поліпшення майже не було. Більшість орендарів не мали жодних гарантій щодо свого перебування на землі; як «безстрокових» орендарів орендодавець міг їх вигнати коли забажає. Єдиним винятком із такого становища був Ольстер, де на практиці застосовувалось "право орендаря". Там орендарям фінансово компенсували будь-які поліпшення, які вони зробили з об'єктом оренди. За даними Вудгема-Сміта, комісія заявила, що «процвітання і спокій Ольстера в порівнянні з рештою Ірландії були завдяки правам орендаря.»
Землевласники в Ірландії часто застосовували свої повноваження без докорів сумління, і орендарі жили в атмосфері страху перед ними. Вудгем-Сміт пише, що в цих умовах «промисловість і підприємництво були придушені і створене селянство, яке було одним з найубогіших в Європі».

### Орендарі, роздрібненість і банкрутства
Станом на 1845 рік 24 % всіх ірландських орендних ферм мали площу від 0,4 до 2 га, а 40 % — 2-6 га. Наділи були настільки малими, що урожаю жодної культури крім картоплі не вистачило б, щоб прогодувати сім'ю. Незадовго до голоду британський уряд повідомив, що бідність була настільки поширеною, що одна третина всіх ірландських дрібних господарств не могли прогодувати свої сім'ї після сплати за їх оренду, за винятком доходів сезонних працівників-мігрантів в Англії та Шотландії. Після голоду було здійснено реформи, які зробили незаконним подальший поділ земельних наділів.
Перепис 1841 року показав чисельність населення трохи більш як вісім мільйонів. Дві третини з них виживали за рахунок сільського господарства, але вони рідко отримували зарплатню. Вони повинні були працювати на своїх господарів в обмін на клаптик землі, на якому могли б виростити достатньо їжі для своєї родини. Саме ця система привела Ірландію та її селян до монокультури, оскільки лише картоплю можна було виростити в достатній кількості. Право на земельну ділянку в Ірландії на початку XIX століття могло означати різницю між життям і смертю.

### Залежність від картоплі
Картоплю завезли в Ірландію як садову культуру шляхти. Наприкінці XVII століття вона повсюдно поширилась як додатковий продукт харчування, а основною їжею як і раніше залишалося масло, молоко та зернові продукти. Однак, у перші два десятиріччя 18 століття вона стала основною їжею бідняків, особливо взимку. Крім того, непропорційно велика частка картоплі, вирощеної в Ірландії, була одного сорту, Ірландський лампер. Завдяки розвиткові економіки між 1760 і 1815 роками картопля потрапила в раціон харчування людей і стала масовим продуктом харчування цілий рік для фермерів. Велика залежність від цієї однієї культури і відсутність генетичної мінливості серед рослин картоплі в Ірландії, були одними з причин чому поширення Phytophthora infestans мало такі руйнівні наслідки в Ірландії і менш виражені ефекти в інших місцях Європи.
Поширення картоплі мало важливе значення для розвитку системи котьє, яка сприяла надзвичайно дешевій робочій силі, але за рахунок нижчого рівня життя. Для працівника, по суті, саме картопля як заробітна платня сформувала розширення аграрної економіки.
Розширення обробки ґрунту призвело до неминучого збільшення посівних площ картоплі та зростання кількості селянсько-фермерським господарств. До 1841 року налічувалося понад півмільйона селян і 1,75 млн утриманців. Головним бенефіціаром цієї системи був англійський споживач.
|  | Кельтські пасовища землі... Ірландії слугували для випасу корів протягом століть. Британці колонізували... ірландців, перетворивши більшу частину їхньої сільської місцевості на просторі пасовиська для вирощування великої рогатої худоби, щоб забезпечити голодний споживацький ринок вдома... Британський смак до яловичини мав руйнівний вплив на бідних і безправних людей... Ірландії... відтіснив з кращих пасовищних земель і змусив тримати ферми на менших ділянках другосортних земель, ірландці перейшли на картоплю; це урожай, який можна вирощувати вдосталь на менш сприятливому ґрунті. Зрештою, корови захопили значну частину Ірландії, залишивши корінне населення практично залежним від картоплі як засобу виживання. Оригінальний текст (англ.) The Celtic grazing lands of... Ireland had been used to pasture cows for centuries. The British colonised... the Irish, transforming much of their countryside into an extended grazing land to raise cattle for a hungry consumer market at home... The British taste for beef had a devastating impact on the impoverished and disenfranchised people of... Ireland... pushed off the best pasture land and forced to farm smaller plots of marginal land, the Irish turned to the potato, a crop that could be grown abundantly in less favorable soil. Eventually, cows took over much of Ireland, leaving the native population virtually dependent on the potato for survival. |

Крім того, безпосередньо перед голодом, картоплю широко використовували і як кормову культуру для худоби. Близько 33 % продукції, вагою 4,500,000 т, йшло на потреби тваринництва.

### Фітофтороз в Ірландії

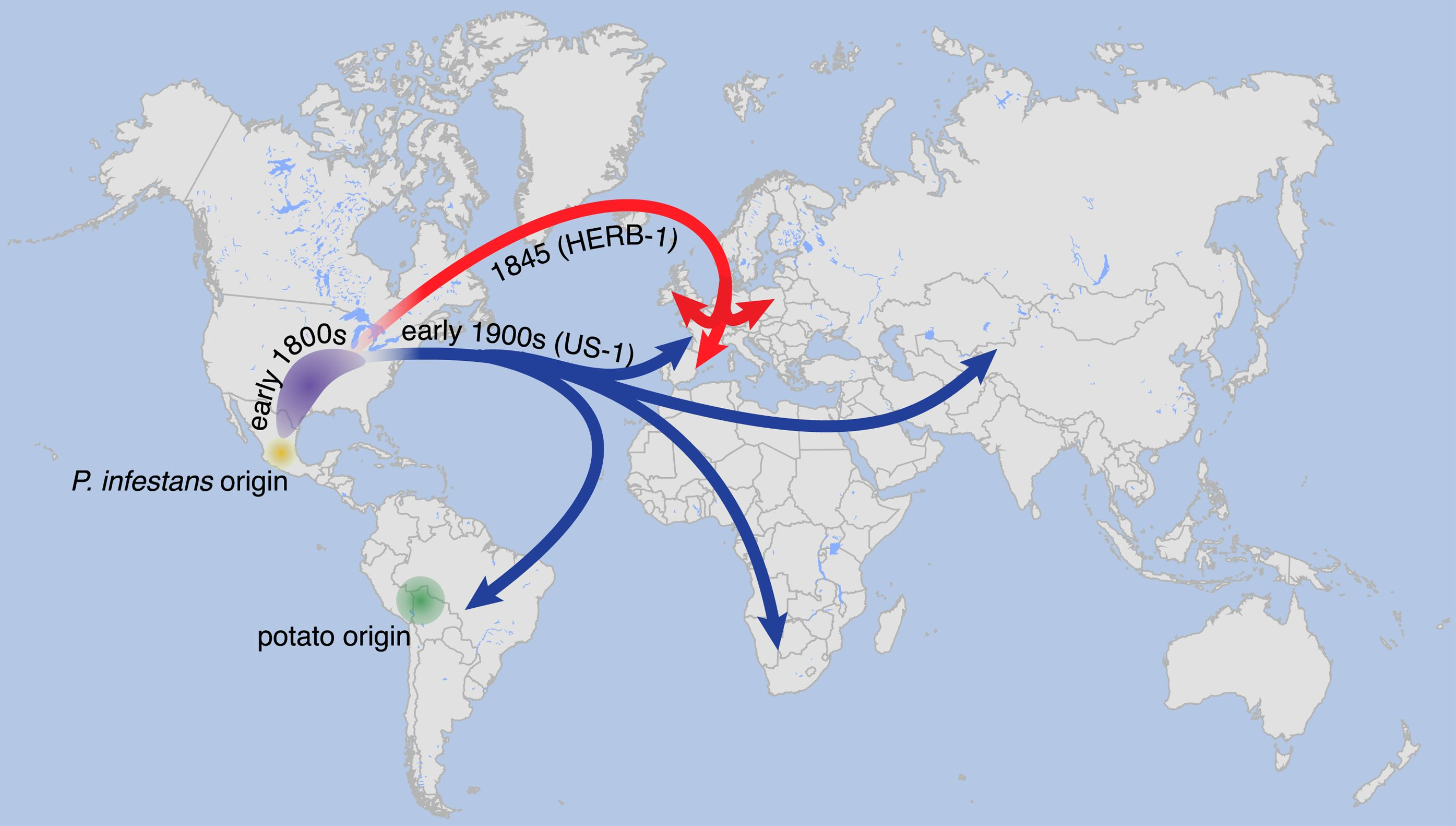
Пропоновані шляхи міграції та диверсифікації P. infestans ліній HERB-1 і US-1

До прибуття в Ірландію захворювання Phytophthora infestans, широко відомого як фітофтороз, існувало лише дві основних хвороби рослин картоплі. Одна називалася «dry rot» або «taint», а іншою був вірус, відомий в народі як «curl». Phytophthora infestans належить до ооміцетів (різновид паразитичних, нефотосинтетичних водоростей, а не грибів).

Виробництво картоплі під час Великого голоду. Примітка: роки 1844, 1845, 1846, 1848 і екстрапольовані.

У 1851 році Перепис ірландських уповноважених зафіксував 24 неврожаї картоплі починаючи з 1728 року, різного ступеня тяжкості. Загальні неврожаї, через хворобу або мороз, були зафіксовані в 1739, 1740, 1770, 1800 і 1807 роках. У 1821 і 1822 роках неврожай картоплі трапився в Манстері та Коннахті. У 1830 і 1831, Мейо, Донегол, і Голвей постраждали аналогічним чином. В 1832, 1833, 1834 і 1836 роках dry rot та curl завдали серйозної шкоди, а 1835 року картопля не вродила в Ольстері. Повсюдні неврожаї картоплі відбулися в 1836, 1837, 1839, 1841 і 1844 роках. За даними Вудгем-Сміта, «ненадійність картоплі в Ірландії сприймали як доконаний факт.»
Як і коли Phytophthora infestans прибула в Європу все ще залишається невизначеним; однак, її майже напевно не було до 1842 року, і, ймовірно, вона прибула 1844 року. Походження збудника простежено до долини Толука в Мексиці, Звідки він поширився спочатку по Північній Америці, а потім у Європу. У 1845—1846 роках псування було викликане штамом фітофторозу HERB-1.
1844 року ірландські газети повідомили про хворобу, яка впродовж двох років нападала на посіви картоплі в Америці. Ймовірним джерелом була східна частина Сполучених Штатів, де в 1843 і 1844 роках фітофтороз значною мірою знищив посіви картоплі. Кораблі з Балтимора, Філадельфії або Нью-Йорка могли принести хвору картоплю в європейські порти. В. С. Паддок говорить про те, що хвороба прибула разом з картоплею, якою годували пасажирів на кліперах, що курсували з Америки до Ірландії.
Щойно хвороба прибула на материк, вона швидко поширилася. До середини серпня 1845 року вона охопила більшу частину Північної та Центральної Європи; були вражені Бельгія, Нідерланди, Північна Франція та Південна Англія.
16 серпня 1845 року The Gardeners' Chronicle та Horticultural Gazette повідомили про «хворобу незвичайного характеру» на Острові Вайт. Через тиждень, 23 серпня, повідомлялося, що «страшна хвороба вибухнула серед врожаю картоплі … Кажуть, що в Бельгії поля повністю спустошені. повністю замовк ринок у Ковент Гардені … А спасіння від цієї пошесті немає.» Ці доповіді були широко висвітлені в ірландських газетах. 11 вересня Журнал Фрімана повідомив про «появу так званої 'холери' на картоплі в Ірландії, особливо на півночі.» 13 вересня Gardeners' Chronicle оголосив: «Зі всією скорботою повідомляємо вам, що картопля Murrain безумовно дала дуба в Ірландії.» Втім, британський уряд упродовж найближчих декількох тижнів як і раніше залишався оптимістичним, оскільки отримував суперечливі повідомлення. Тільки коли в жовтні зібрали врожай, то побачили масштаб збитків. Прем'єр-міністр Роберт Піль писав Джеймсові Грехему в середині жовтня, що звіти видаються «дуже тривожними», але нагадав йому, як відзначає Вудгем-Сміт, що «ірландські новини завжди були схильними до перебільшень».
За оцінками, втрата врожаю 1845 року становила десь від третини до половини засаджених площ. Комітет у резиденції лорда-мера Дубліна, який одержував сотні листів зі всієї Ірландії, оголосив 19 листопада 1845 року, що поза будь-яким сумнівом «значно більш як третина врожаю картоплі… вже пропала».
1846 року через фітофтороз втрачено три чверті врожаю . До грудня третина мільйона знедолених людей була зайнята на громадських роботах. За даними Кормака О Гради, перша атака фітофторозу картоплі спричинила значні труднощі в сільській Ірландії, починаючи з осені 1846 року, коли зафіксовані перші випадки смерті від голоду. 1847 року насіннєвої картоплі не вистачало. Посіяно було мало, тож, попри середню врожайність, голод продовжувався. 1848 року врожай становив лише дві третини від нормального. Оскільки понад три мільйони ірландців були повністю залежними від картоплі як продукту харчування, то голод і масова смерть від нього були неминучими.

### Реакція в Ірландії
Корпорація Дубліна надіслала королеві листа, «благаючи її» скликати раніше Парламент (у цей час сесія була перервана), і рекомендувати виділення державних коштів на оплату громадських робіт, особливо залізничних колій в Ірландії. Місцевий уряд у Белфасті зібрався і висловив таку саму пропозицію. Але, за словами Джона Мітчела, одного з провідних борців за незалежність Ірландії, жодне з цих зібрань не попросило про благочинність. «Вони вимагали щоб, якщо вже Ірландія є невідривною частиною королівства, то щоб спільну скарбницю не використовували на милостиню, а на забезпечення громадськими роботами загального призначення.» На думку Мітчелла «якби Йоркшир і Ланкашир а Англії зазнали подібних нещасть, то без жодного сумніву ці гроші були б взяті одразу ж і як заманеться.»

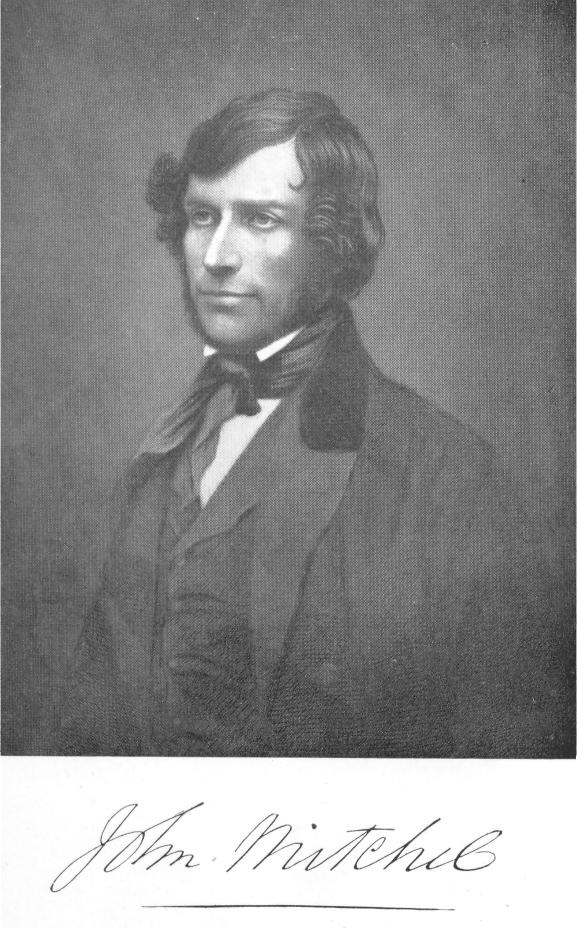
Джон Мітчел

На початку листопада 1845 року депутація від містян Дубліна, до складу якої входили, зокрема герцог Лейнстера, лорд Клонкаррі, Денієл О'Коннел і лорд-мер, вирушила до лорда-лейтенанта Ірландії, Лорда Гейтесбері, і звернулася з пропозиціями, такими як відкриття портів для іноземної кукурудзи, зупинка перегонки зерна на спирт, заборона експорту продовольства та забезпечення зайнятості завдяки громадським роботам. Лорд Гейтесбері відповів їм, що їхні хвилювання «були передчасними», науковці досліджують усі ці питання, інспекторам поліції та оплачуваним магістратам наказано постійно доповідати про стан справ у своїх округах; і що немає жодного «безпосереднього тиску на ринок».
8 грудня 1845 року Деніел О'Коннелл, в Асоціації скасування, запропонував кілька кроків з пом'якшення катастрофи, що насувалась. Однією з перших речей, які він запропонував, було введення «права орендаря», як це практикувалося в Ольстері. Згідно з ним господар отримував би справедливу орендну платню за користування землею, але орендар мав би компенсацію за будь-які кошти, які він вкладає у постійні удосконалення майна. Далі О'Коннелл вказав на кроки, запроваджені в бельгійському законодавстві протягом того ж сезону: закриття своїх портів проти експорту продовольства, але відкриття їх для імпорту. Він припустив, що, якби Ірландія мала свій парламент, то і порти були б відкритими і щедрий урожай залишався б у самій Ірландії. О'Коннелл стверджував, що тільки парламент Ірландії дав би для людей як їжу, так і зайнятість. На його думку, скасування Акту про унію було необхідністю та єдиною надією Ірландії.
Мітчел ще 1844 року підняв питання про «Картопляну хворобу» в Ірландії у газеті The Nation, згадавши про те, наскільки важливим чинником був голод у деяких революціях. 14 лютого 1846 року він висловив свої погляди в «той жалюгідний спосіб, у який обійшлись із голодом», і запитав, чи уряд все ще не має жодного уявлення про те, що невдовзі будуть «мільйони людських істот в Ірландії, яким нічого істи.»

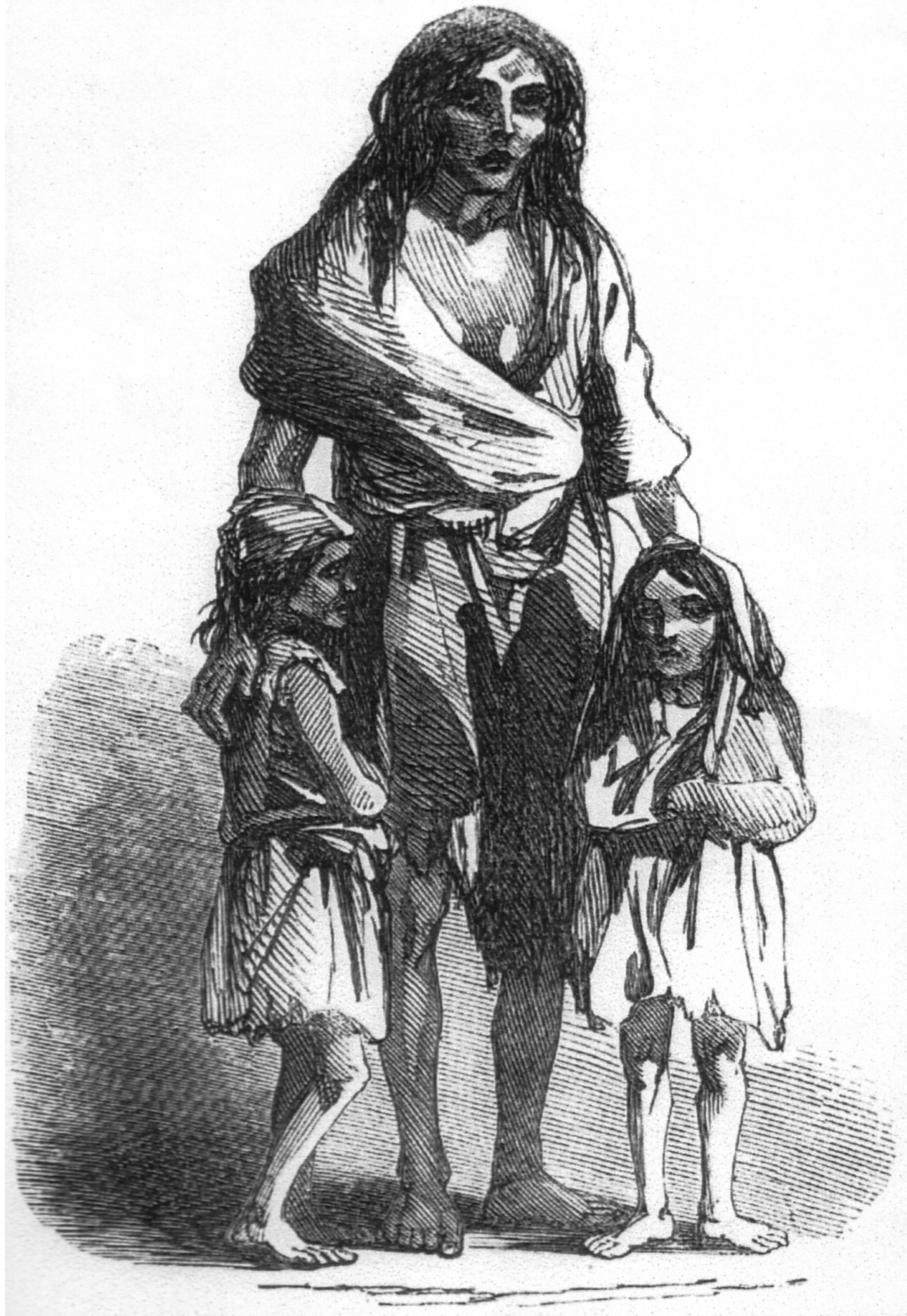
Зображення Бріджет О'Доннелл та її двох дітей під час голоду, 1849 рік.

1861 року Мітчел написав один із перших трактатів про цей голод, Останнє завоювання Ірландії (можливо). Він встановив загальнопоширений погляд, що поводження з голодом з боку британців було навмисним убивством ірландців, і в цьому трактаті була знаменита фраза: «Всевишній, дійсно, послав фітофтороз картоплі, але голод створили англійці.»
Мітчела звинуватили в крамолі через його роботи, але це звинувачення було знято. Потім сфабриковане журі звинуватило його за незадовго до цього прийнятим Актом про державну зраду і засудило до 14 років Penal transportation на Бермудські острови.
За словами Чарльза Гавана Даффі, The Nation наполягала на тому, що єдиним порятунком була практика решти європейських країн, яку навіть парламент Пейл запроваджував на період спаду. Згідно з нею, в країні має залишатися все продовольство, вирощене на її території, допоки люди знову не стануть ситими.
Ірландія в цей час була, згідно з Актом про унію 1801 року, невід'ємною частиною Британської імператорської батьківщини, «найбагатшої імперії на земній кулі», і «найбільш родючою частиною цієї імперії», крім того, Ірландією опікувався як «Habeas corpus так і суд присяжних». Попри це, обрані представники Ірландії виявилися безсилі діяти на користь країни як члени британського парламенту. Коментуючи це тоді, Мітчел писав: «і це острів, який вважається невід'ємною частиною найбагатшої імперії на земній кулі… має за п'ять років втратити 2,5 мільйонів осіб (більше чверті) від голоду і лихоманки внаслідок голоду, і втечі за море, щоб врятуватися від голоду …»
Період фітофторозу картоплі в Ірландії з 1845 по 1851 рік був сповнений політичних протистоянь. Більш радикальна група Молода Ірландія відокремилася від Руху за скасування унії в липні 1846 року, і спробувала здійснити збройний заколот 1848 року, який виявився невдалим.

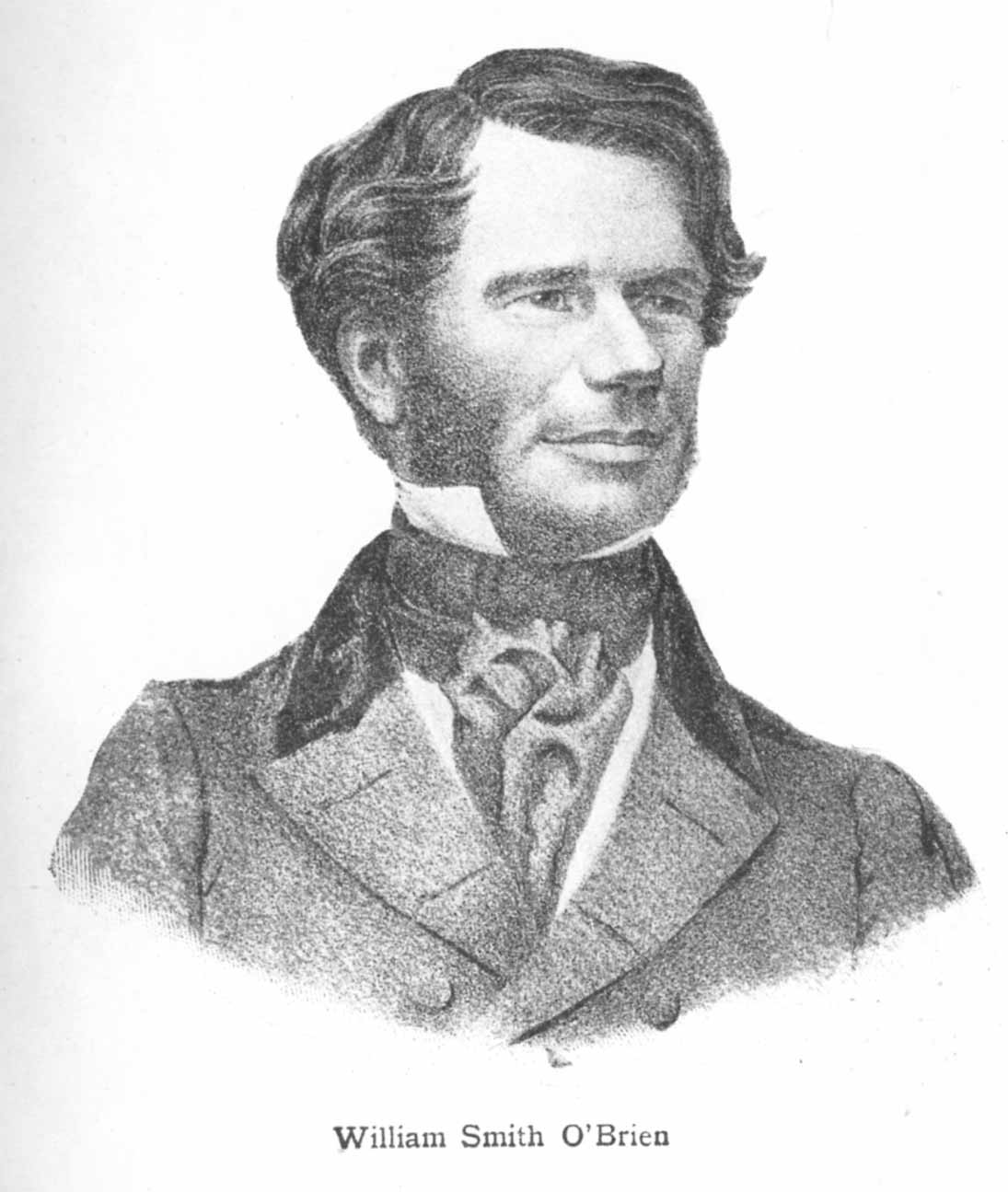
Вільям Сміт О'Браєн

1847 року Вільям Сміт О'Браєн, лідер Молодої партії Ірландії, став одним із засновників Ірландської Конфедерації, яка боролася за скасування Акту про унію, і закликав припинити експорт зерна та закрити порти. Наступного року він організував опір безземельних фермерів у графстві Тіпперері проти землевласників та їхніх агентів.

## Відповідь уряду
Історик Ф. С. Л. Лайонс охарактеризував первинну реакцію британського уряду на ранню, менш важку стадію масового голоду, як «швидку і відносно успішну». Зіткнувшись з повсюдним неврожаєм в листопаді 1845 року, прем'єр-міністр Роберт Піль потай у Америки придбав кукурудзи та кукурудзяного борошна на £100,000, а Берінг Бразерс спочатку були його агентами. Уряд сподівався, що такі дії не «задушать приватне підприємництво» і не стануть демотиватором для місцевих зусиль з надання надзвичайної допомоги. Через погані погодні умови перший вантаж прибув до Ірландії лише на початку лютого 1846 року. Початковими поставками були ядриця сушених зерен, але кілька ірландських млинів, що працювали, не були обладнані для обробки кукурудзи і перед споживанням потрібно було запровадити довгий і складний процес мелення. Крім того, перед тим, як кукурудзяну дерть можна було споживати, її потрібно було «дуже довго» готувати, інакше це могло призвести до серйозних кишкових розладів. Через її жовтий колір і початкову непопулярність дерть стала відомою під назвою «сірка Піля».
У жовтні 1845 року Піль спробував скасувати хлібні закони — митні платежі на зерно, які тримали ціни на хліб штучно завищеними — але це розкололо його партію й він не мав достатньої підтримки від власних колег, щоб це здійснити. Він подав у відставку з поста прем'єр-міністра в грудні, але опозиція не змогла сформувати уряд, і його призначили знову. У березні Піль запровадив програму громадських робіт в Ірландії, але ситуація з голодом погіршилася в 1846 році й скасування хлібних законів того року вже не допомогло голодуючим Ірландцям; цей крок розколов консервативну партію, що призвело до відставки Піля. 25 червня в другому читанні об'єднані сили вігів, Радикалів, представників ірландської Асоціації скасування і протекціоністських консерваторів 73-ма голосами проголосували проти Законопроєкту про ірландський примус. 29 червня Піль пішов у відставку з посади прем'єр-міністра 29 червня, а лідер вігів, Лорд Джон Рассел, обійняв цю посаду.
Заходи, яких вжив наступник Піля, Рассел, виявилися не дуже дієвими, тоді як криза лише поглиблювалася. Нова адміністрація вігів, на яку вплинула доктрина Laissez-faire, вважала, що ринок забезпечить необхідну кількість продовольства, і вони відмовилися вжити заходів щодо припинення експорту продовольства з Ірландії в Англію, потім призупинили громадські роботи, запроваджені попереднім урядом, залишивши сотні тисяч людей без роботи, грошей та їжі. Кабінет міністрів Рассела запровадив нову програму громадських робіт, що наприкінці грудня 1846 зайняла близько пів мільйона ірландців і яку виявилося неможливо виконати. Чарльз Тревельян, який був відповідальний за виконання програми з полегшення, обмежив розмір урядової допомоги, оскільки твердо вірив у невтручання держави в економіку. Він вважав, що «суд Божий послав лихо, щоб провчити ірландців». Громадські роботи «за суворим наказом» мали бути непродуктивними, тобто не створювати жодного капіталу, який міг би з часом відшкодувати витрати на його створення. Багато сотень тисяч «немічних і голодуючих людей», за словами Мітчелла, змушені були рити ями і мостити дороги, від яких не було жодної користі.

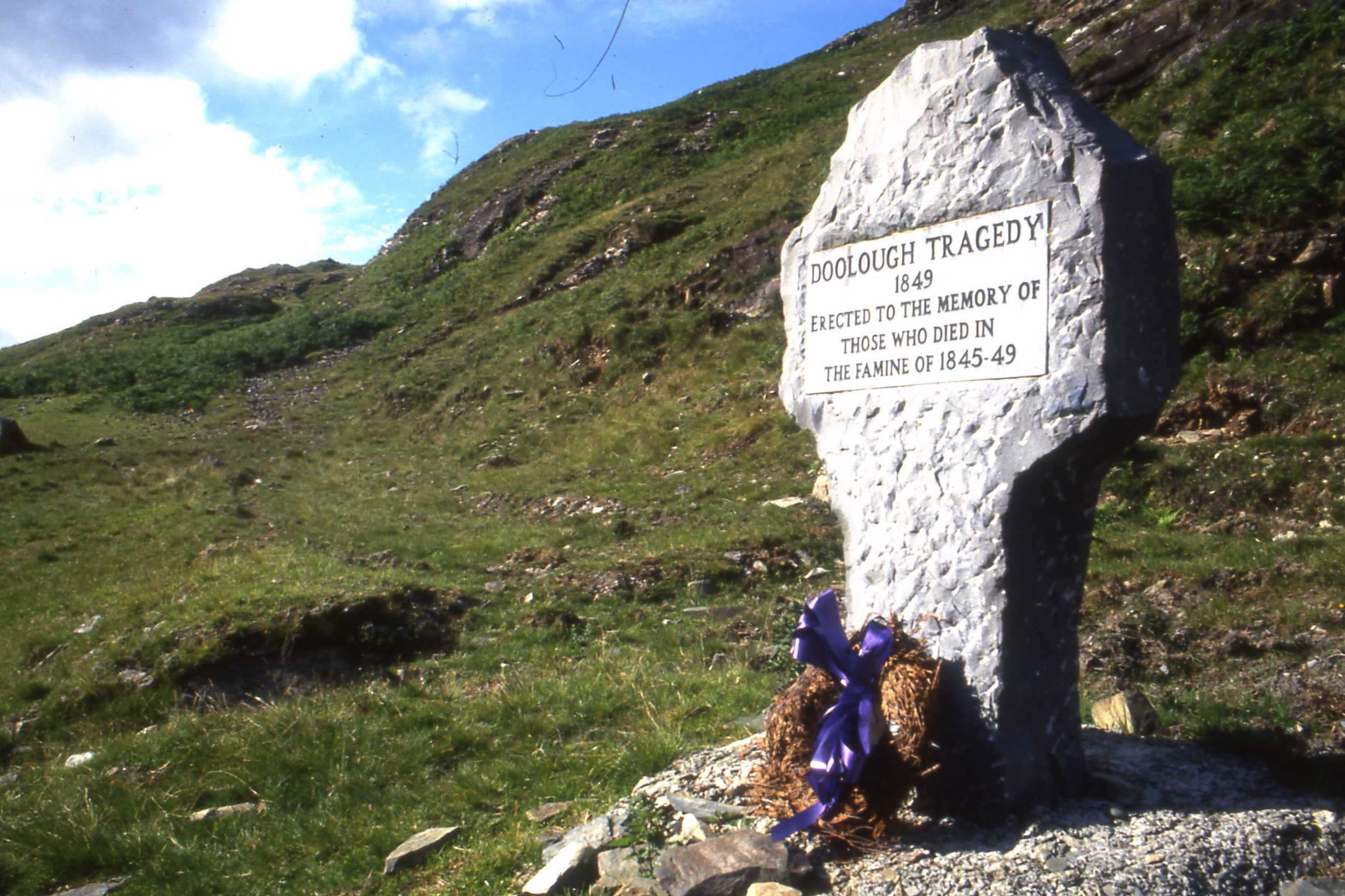
Меморіал жертвам Трагедія Дулу (31 березня 1849). Щоб продовжувати отримання допомоги, сотням осіб було наказано подорожувати багато миль вночі у погану погоду. Офіційно повідомлялося про 16 загиблих, хоча народний фольклор розповідав про набагато більшу їхню кількість

У січні 1847 року уряд відмовився від цієї політики, розуміючи, що вона провалилася, і звернувся до суміші «закритої» і «відкритої» прямої допомоги; першу застосували у вигляді робітних будинків через закони про ірландських бідняків, другу — через супові кухні. Витрати Закону про бідняків впали в першу чергу на місцевих землевласників, які, в свою чергу, намагалися зменшити свою відповідальність шляхом виселення орендарів. Юридичним підґрунтям виселення бідняків стали «Акти про виселення дешевої оренди» (англ. Cheap Ejectment Acts). У червні 1847 року прийнято Акт про поправку до Закону про бідняків, який втілював принцип, популярний у Великій Британії, що ірландських злидарів повинна підтримувати ірландська власність. У Великій Британії вважали, що землевласники в Ірландії створили умови, які призвели до голодомору. Однак, стверджувалося, що і британський парламент після Акту про унію 1800 року був частково винен. Це питання підняла газета Ільюстрейтед Лондон ньюз у номері від 13 лютого 1847 року: «Не було такого закону, який не міг би пройти на їхню вимогу, і жодних нещасть, від яких вони не могли би захистити.» 24 березня газета «Таймс» повідомила, що Велика Британія допустила в Ірландії «масову бідність, розчарування і деградацію, які не мають аналогів у світі. Вона дозволила підприємцям висмоктувати всі життєві соки з цього нещасного народу».
«Стаття Грегорі» Закону про бідних, названа на честь Вільяма Г. Грегорі, члена Парламенту. Вона забороняла будь-кому, хто володів хоча б 1⁄4 акра землі, отримувати допомогу. На практиці це означало, що, якщо селянин, розпродавши все що виробив, щоб оплатити оренду та податки, звертався про допомогу, а багато тисяч з них так і робили, то він не мав права на неї поки не віддасть землю господареві. Щодо цього Закону Мітчел написав, що «за ним тільки працездатний нероба має право на допомогу — якщо він спробує обробити хоча би п'ядь землі, то помре з голоду». Цей простий метод виселення називався «пропустити жебраків через робітний будинок» — людина зайшла, жебрак вийшов. Комбінація цих чинників зігнала тисячі людей з їхніх земель: 90,000 в 1849 році, та 104 000 у 1850-му.

### Ірландський експорт продовольства під час голоду
Звіти показують, що з ірландських земель вивозили продовольство навіть у найгірші роки голоду. Коли Ірландія переживала голод 1782-83 років, то порти були закриті, щоб утримувати продукти ірландського виробництва для прогодування ірландців. Тоді місцеві ціни на продовольство стрімко впали. Торговці лобіювали закон проти заборони на експорт, але уряд у 1780-х роках відкинув їхні протести. У 1840-х роках таких заборон на експорт не було.
Протягом усього періоду голоду Ірландія експортувала їжу у величезних кількостях. У журналі Історія Ірландії (1997, випуск 5, ст. 32-36), Крістін Кінілі, — дослідниця Великого голоду, викладачка і професорка Університету Дрю, розповідає, що за її висновками майже 4000 кораблів везли їжу з Ірландії в порти Брістоль, Глазго, Ліверпуль і Лондон у 1847 р., тоді як 400 000 ірландців померли від голоду і супутніх хвороб. Вона також пише, що ірландський експорт телят, худоби (за винятком свиней), бекону і шинки насправді навіть зріс під час голоду. Це продовольство відправляли в супроводі британського військового караулу з найбільш голодуючих куточків Ірландії, таких міст як: Баллін, Баллішеннон, Бантрі, Дінгл, Кіллала, Кілраш, Лімерик, Слайго, Тралі та Вестпорт. Широкий асортимент товарів вивезено з Ірландії 1847 року, серед них: горох, квасоля, цибуля, кролики, лосось, устриці, оселедець, сало, мед, язики, шкури, ганчір'я, взуття, мило, клей і насіння. Найбільш шокуючі показники експорту стосуються масла. Масло відвантажували у фіркінах, кожен з яких містить 41 літр. У перші дев'ять місяців 1847 року було відправлено 56,557 фіркінів (2,314,000 літрів) з Ірландії в Бристоль, і 34,852 фіркіни (1,426,000 літрів) — у Ліверпуль, що корелює з 3,739,980 л вершкового масла, вивезеного в Англію з Ірландії протягом дев'яти місяців найважчого року голоду. Проблема в Ірландії полягала не у відсутності продовольства, якого було в достатку, а в ціні на нього, яка була поза досяжністю для бідних.
Історик Сесіл Вудгем-Сміт писав у праці Великий голод: Ірландія 1845-1849, що жодне питання не викликає стільки злості й озлоблених стосунків між Англією та Ірландією «як той незаперечний факт, що величезні обсяги продовольства були вивезені з Ірландії в Англію протягом усього періоду, коли народ Ірландії вмирав від голоду.» Джон Ранела пише, що Ірландія залишалася нетто-експортером продовольства протягом усього п'ятирічного голоду. Проте, і Вудгем-Сміт і Кормак О Града пишуть, що, на додаток до імпорту кукурудзи, в чотири рази більше пшениці було завезено в Ірландію в самий розпал голоду, ніж пішло на експорт.

## Благодійність

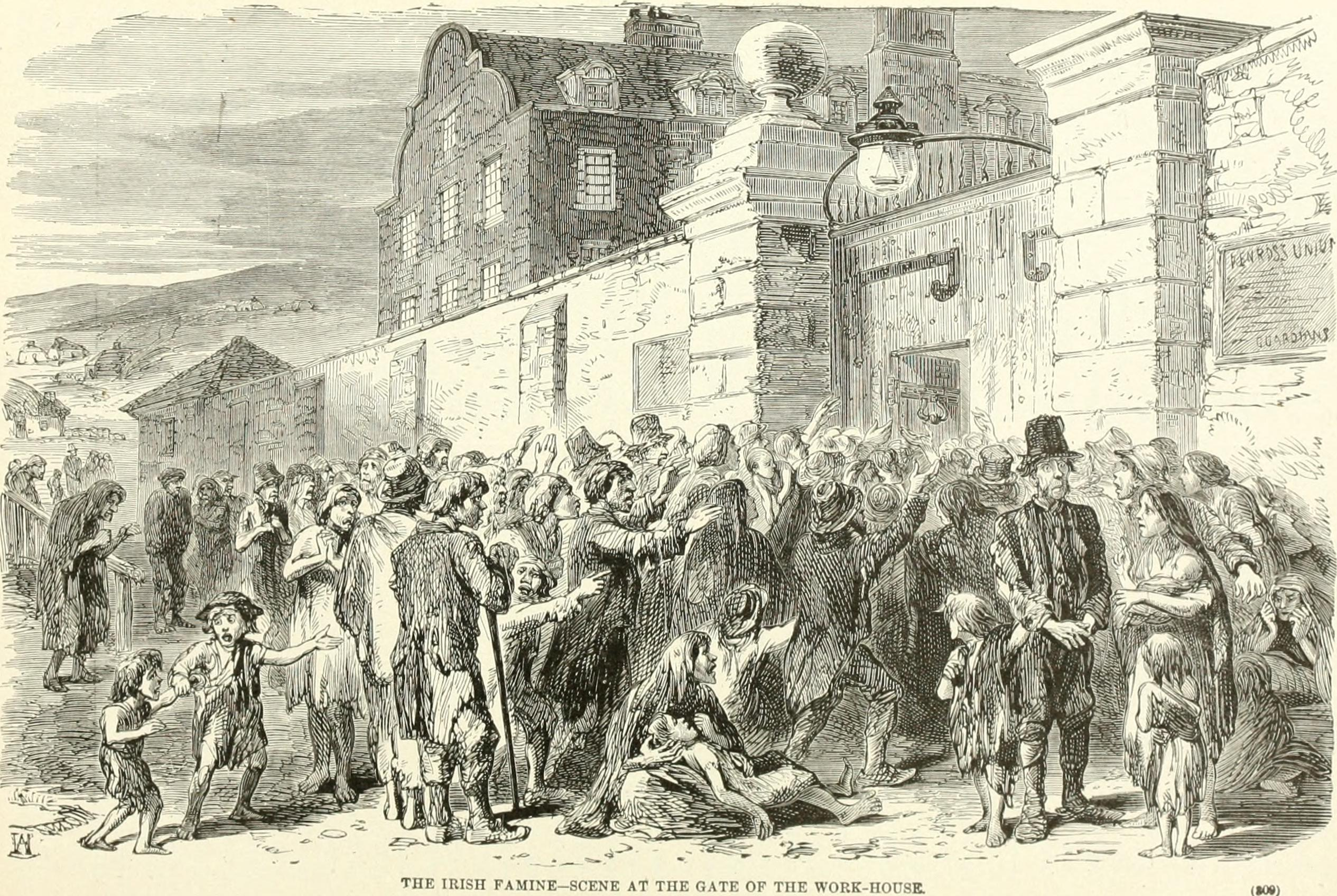
Сцена біля воріт робітного будинку, бл. 1846 року

Вільям Сміт О'Брайен, промовляючи на тему благодійності в своєму виступі на зборах Асоціації скасування в лютому 1845 року, вітав той факт, що загальна думка на тему милосердя полягала в тому, щоб не приймати жодної англійської благодійності. Він висловив думку, що ресурсів Ірландії було досі з надлишком достатньо для підтримання популяції, і що, допоки ці ресурси не буде повністю вичерпано, він сподівається, що ніхто в «Ірландії не опуститься до того, щоб просити допомоги від Англії».
Мітчел писав у своєму Останньому завоюванні Ірландії (можливо), на цю саму тему, що ніхто в Ірландії ніколи не просив про благодійність у цей період, і що саме Англія просила про благодійність від імені Ірландії, а, отримавши її, була також відповідальною за її розподіл. Він припустив, що британська преса наполегливо насаджувала думку, «що в ту мить, коли Ірландія потрапила в біду, вона стала жалюгідною жебрачкою біля воріт Англії, і що вона навіть жадала милостині від всього людства.» Він підтвердив, що насправді в Ірландії ніхто ніколи не просив милостині або послуги будь-якого роду з боку Англії чи будь-якої іншої країни, але що сама Англія випрошувала для Ірландії. Він стверджував, що Англія «пустила капелюха по колу, по всьому світі, просячи пенні, заради Бога допомогти бідним ірландцям», і, зробивши себе посередником всього цього милосердя, отримала весь прибуток від нього.
Благодійні організації пожертвували великі суми грошей; Калькутті приписують перше пожертвування в розмірі £14,000. Гроші зібрали ірландські солдати, які служили там, та ірландці, найняті Ост-Індською компанією. Папа Пій IX і російський цар Олександр II відправили допомогу, а Королева Вікторія пожертвувала £2,000. За легендою, султан Абдул-Меджид I запропонував направити £10,000, але британські дипломати чи то власні міністри попросили його скоротити цю суму до £1000, щоб не жертвувати більше, ніж королева. Президент США Джеймс Нокс Полк пожертвував $50 і конгресмен Авраам Лінкольн пожертвував $10.
Крім релігійних, з'явились і нерелігійні організації з надання допомоги жертвам голоду. Британська асоціації допомоги була однієї з таких груп. Заснована 1 січня 1847 року Лайонелом де Ротшильдом, Абелем Смітом та іншими видатними банкірами і аристократами, Асоціація збирала кошти по всій Англії, Америці та Австралії; вони везли з собою «Лист від королеви», в якому та просила про грошову допомогу, щоб полегшити страждання в Ірландії. З цим першим листом Асоціація зібрала £171,533. Другий «Лист королеви», дещо менш успішний, вийшов наприкінці 1847 року. Загалом, Асоціація залучила близько £390,000 для допомоги Ірландії.
Приватні ініціативи, такі як Центральний комітет допомоги, організований Товариством друзів (Квакери), намагалися заповнити пробіл, викликаний припиненням допомоги від уряду, і зрештою уряд відновив допомогу, хоча бюрократія забарилася з постачанням продовольства. Тисячі доларів зібрано в Сполучених Штатах, зокрема 1847 року $170 від групи індіанців Чокто. Джуді Аллен, редактор газети Народу Чокто в Оклахомі Biskinik, написав, що «Пройшло лише 16 років відтоді, як люди Чокто пройшли Дорогою сліз, і вони зіткнулися з голодуванням … Це був дивовижний жест». Щоб відзначити 150-ту річницю, 8 ірландців пройшли Дорогою сліз, а про пожертвування згадала у своїй промові Мері Робінсон.

## Виселення
Землевласники були відповідальними за оплату ставок кожного орендаря, чия річна орендна платня становила £4 або менше. Ті землевласники, чиї землі були переповнені біднішими мешканцями, тепер зіткнулися з великими податками. Вони приступили до виселення бідних орендарів із невеликих ділянок, і почали об'єднувати землі в більші ділянки, з орендною платою понад 4£, завдяки чому скорочували свої борги. Деяка частина виселень відбулася 1846 року, але більшість із них припала на 1847 рік. За словами Джеймса С. Доннеллі-молодшого, не можна з упевненістю сказати, скільки людей було виселено в роки голоду і одразу після нього. Лише 1849 року поліція почала вести підрахунок, і вони записали загалом майже 250 000 осіб, яких офіційно виселили між 1849 і 1854 роками.
Доннеллі вважав, що це число занижене, і якщо в нього включити тих, кого змусили «добровільно» виселитися впродовж усього періоду (1846—1854), то ця цифра майже напевно перевищить півмільйона осіб. Хоча Гелен Літтон каже, що були тисячі осіб, які «добровільно» відмовились від своїх наділів, але вона зазначає, що «в цьому дуже мало добровільності». У деяких випадках орендарі були змушені погодитися на невелику суму грошей, щоб покинути свої оселі, «обдурені думкою, що робітні будинки візьмуть їх».
Вест Клер був одним із найгірших районів із погляду виселень, де орендодавці вигнали тисячі сімей і знесли їх сміховинні халупи. Капітан Кеннеді у квітні 1848 року підрахував, що 1000 будинків, в середньому по шість мешканців у кожному, були зруйновані від листопада. Сім'я Магон зі Строкстаун Хауса виселила в 1847 році 3000 осіб, і все-таки могла повечеряти супом із лобстера.
Після Клера, найгіршим районом із погляду виселень було графство Мейо, на яке припадає 10 % всіх виселень між 1849 і 1854 роками. Граф Лукан, який володів більш ніж 240 км2 землі, належав до землевласників, які виселяли найбільше. Виселивши лише в парафії Баллінгроб понад 2000 орендарів, він потім відвів розчищені землі під пасовища. 1848 року маркіз Слайго заборгував £1,650 у Вестпорт Юніон; він також був господарем, який виселяв, хоча стверджував, що робив це вибірково, лише з ледарями і пройдисвітами. Загалом він позбувся близько 25 % своїх орендарів.
1847 року єпископ Міт на ім'я Томас Налті, описав свій особистий спогад про виселення у пастирському листі до свого духовенства:
|  | Сім сотень людей було вигнано зі своїх будинків за один день і пущено по світі, щоб задовольнити забаганки того, хто перед Богом і людиною, мабуть, заслуговував на меншу увагу, ніж останній і найменший з них... Страшних сцен я тоді був свідком, які змушений пам'ятати все своє довге життя. Плач жінок - крики, жах, розпач дітей - безмовна агонія чесних працьовитих чоловіків - викликають сльози горя у усіх, хто їх бачить. Я бачив офіцерів і людей великої поліції, які були змушені відвідати цей захід, плакали, як діти, бачачи жорстокі страждання тих самих людей, яких вони будуть зобов'язані знищити, якщо б ті чинили найменший опір. Землевласники в колі навкруги - і за багато кілометрів у кожному напрямку - застерігали своїх орендарів, з погрозами своєї прямої помсти, проти людства, поширюючи на будь-кого з них гостинність однієї ночі притулку... Через трохи більш як три роки майже четверта частина з них лежали тихо в могилах. Оригінальний текст (англ.) Seven hundred human beings were driven from their homes in one day and set adrift on the world, to gratify the caprice of one who, before God and man, probably deserved less consideration than the last and least of them... The horrid scenes I then witnessed, I must remember all my life long. The wailing of women – the screams, the terror, the consternation of children – the speechless agony of honest industrious men – wrung tears of grief from all who saw them. I saw officers and men of a large police force, who were obliged to attend on the occasion, cry like children at beholding the cruel sufferings of the very people whom they would be obliged to butcher had they offered the least resistance. The landed proprietors in a circle all around – and for many miles in every direction – warned their tenantry, with threats of their direct vengeance, against the humanity of extending to any of them the hospitality of a single night's shelter... and in little more than three years, nearly a fourth of them lay quietly in their graves. |

За словами Літтон, виселення могли відбутися раніше, але їх не було через страх перед таємними товариствами. Проте тепер їх сильно послабив голод. Іноді все ж траплялися помсти, внаслідок чого восени-взимку 1847 року стріляли в сімох землевласників, шістьох з них насмерть. Ще десятьох займачів землі, хоч і без орендарів, також вбито, каже вона.
Лорд Кларендон, переляканий, що це може означати заколот, попросив особливих повноважень. Лорд Джон Рассел не підтримував цей заклик. Лорд Кларендон вважав, що насамперед землевласники здебільшого самі були відповідальними за трагедію, кажучи, що «дійсно в Англії господарі не хотіли, щоб їх розстріляли як зайців і куріпок… але жоден господар в Англії не вигнав одночасно п'ятдесят осіб і не спалив їхні будинки, залишаючи їх без жодних перспектив на майбутнє». Акт про злочини і беззаконня було прийнято в грудні 1847 року як компроміс і додаткові війська були відправлені в Ірландію.
Горезвісна «стаття Грегорі», яку Доннеллі описав як «порочну поправку до ірландського Закону про бідняків», була прийнятою поправкою Торі до законопроєкту партії Вігів про допомогу біднякам, який став законом на початку червня 1847 р., коли його потенціал як механізму звільнення маєтків був широко визнаний у парламенті, хоча і не заздалегідь. Спочатку інспектори Закону про бідних розглядали статтю як цінний інструмент для більш економічного управління державною допомогою, але недоліки незабаром стали очевидні, навіть з адміністративної точки зору. Невдовзі їх стали розглядати ледь не вбивчими і з гуманітарного погляду. За словами Доннеллі, стало очевидно, що стаття про чверть акра була «непрямим смертоносним інструментом».

## Еміграція

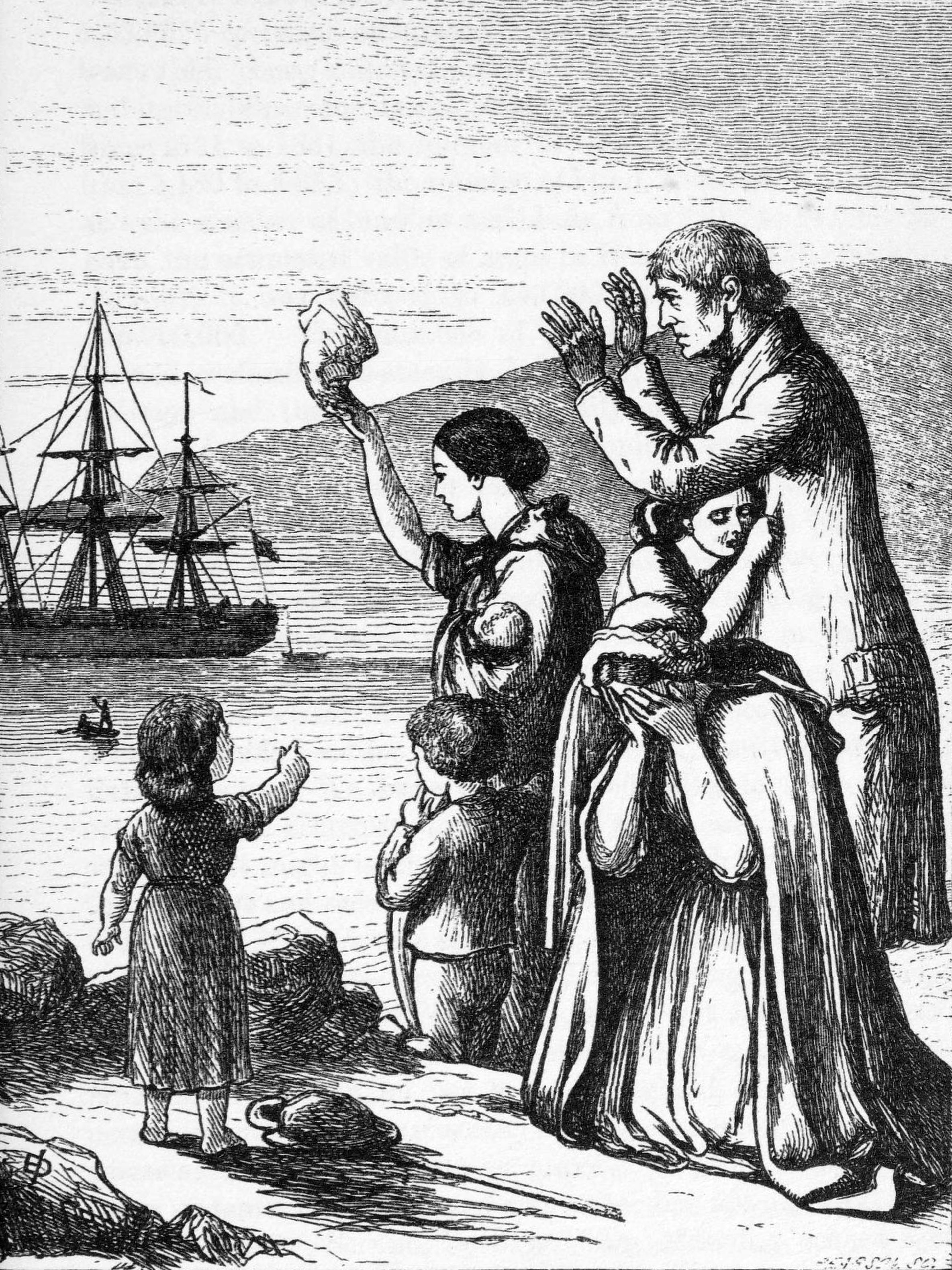
Прощавання з емігрантами, гравюра роботи Генрі Дойла (1827—1893), з Ілюстрованої історії Ірландії Маргарет Анна К'юсак, 1868.

Хоча голод був відповідальний за значне збільшення еміграції з Ірландії, на 45-85 % в залежності від року і графства, але він не був єдиною причиною. Початок масової еміграції з Ірландії можна віднести до середини 18 століття, і впродовж 50 років 250 000 людей покинуло Ірландію, щоб влаштуватися в новому світі. Від поразки Наполеона до початку голоду, протягом 30 років, «емігрувало принаймні 1,000,000, а можливо і 1,500,000 осіб». Однак, під час сильного голоду кількість емігрантів досягла близько 250.000 на рік, причому набагато більше осіб виїжджали із Західної Ірландії, ніж із будь-якої іншої частини.
Емігрували масово не сім'ї, а їх молодші члени, настільки, що еміграція стала майже обрядом переходу, як свідчать дані, які показують, що, на відміну від аналогічних еміграцій протягом всієї світової історії, жінки емігрували так само часто і такому ж ранньому віці, як і чоловіки. Емігранти починали нове життя на новій землі й відправляли грошові перекази «[що сягали] £1,404,000 до 1851 року» назад своїм сім'ям в Ірландії, що, в свою чергу, дозволяло емігрувати іншим членам сім'ї.
Еміграція в роки голоду 1845—1850 відбувалась в Англію, Шотландію, Південний Уельс, Північну Америку та Австралію. До 1851 року близько чверті ліверпульського населення було ірландського походження. Багато з тих, хто втік в Америку, використовували усталену Лінію Маккоркелл.
З більш як 100 000 ірландців, які прибули до Канади в 1847 році, за оцінками, один із п'яти помер від хвороб і недоїдання, у тому числі понад 5000 на острові Гросс-Айл, розташованому на річці Святого Лаврентія. Цей острів був місцем карантину кораблів поблизу Квебек-Сіті. Переповнені, погано доглянуті, і погано підготовлені кораблі, відомі як кораблі-труни, припливали з малих, нерегульованих гаваней на Заході Ірландії, в порушення британських вимог безпеки, і смертність була високою. Перепис 1851 року засвідчив, що більш як половина жителів Торонто були ірландцями, і лише 1847 року 38,000 голодних ірландців наводнили місто з менш ніж 20 000 власних жителів. Інші канадські міста, такі як Сент-Джон, Квебек, Монреаль, Оттава, Кінгстон і Гамільтон також отримали велику кількість переселенців, оскільки Канада, як частина Британської імперії, не могла закрити свої порти для ірландських судів (на відміну від США), і емігранти могли проїхати дешевше (або безкоштовно в разі виселення) у порожніх трюмах для лісоматеріалів на кораблях, що повертались. Однак, побоюючись націоналістичних заколотів, британський уряд встановив жорсткі обмеження на ірландську імміграцію в Канаду після 1847 року, тому збільшився потік емігрантів до США.

Графік зміни населення Ірландії [вісь ліворуч] і Європи [вісь праворуч].

В Америці більшість ірландців ставали містянами; маючи невелику суму грошей, багато з них змушені були селитися в тих містах, до яких кораблі прибули. До 1850 року ірландці вже становили чверть населення в Бостоні, Нью-Йорку, Філадельфії та Балтіморі. Крім того, ірландське населення стало переважати в деяких поселеннях американських копачів.
Голод ознаменував початок депопуляції в Ірландії в 19 столітті. В перших трьох десятиліттях 19-го століття населення зросло на 13-14 % ; між 1831 і 1841 роками кількість жителів збільшилась на 5 %. Ідея Томаса Мальтуса про те, що населення зростає в геометричній прогресії, а ресурси збільшуються в арифметичній, була популярною під час голоду 1817 і 1822 років. До 1830 року її сприймали як надмірно спрощену, і в Ірландії проблеми бачили «менше через надлишок населення, ніж через нестачу капітальних вкладень.» Населення в Ірландії зростало не швидше, ніж в Англії, яка не постраждала від еквівалентної катастрофи. До 1854 року від 1,5 до 2 млн. ірландців покинули свою країну через виселення, голод і суворі життєві умови.

## Смертність

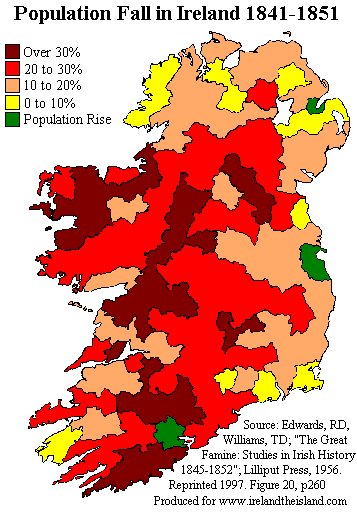

Невідомо точно, скільки людей померло в період голоду, хоча вважають, що більше померло від супутніх хвороб, ніж від самого голодування. Державна реєстрація народжень, шлюбів або смертей тоді ще не почалася, а записи, які зберігає Римо-католицька церква, є неповними. Один із можливих способів оцінки проведено шляхом порівняння очікуваного населення з кінцевими цифрами в 1850-х роках. Перепис 1841 року показав, що чисельність населення становила 8,175,124. Перепис населення відразу після голоду в 1851 році нарахував 6,552,385, тобто падіння на 1.5 мільйона за 10 років. Уповноважені з перепису підрахували, що за нормального темпу зростання чисельність населення в 1851 році мала б становити трохи більш як 9 мільйонів.
У 1851 році переписувачі зібрали інформацію про кількість загиблих у кожній сім'ї від 1841 року, їх причину, сезон і рік смерті. Вони загалом записали 21,770 смертей від голоду в попереднє десятиліття, і 400,720 померлих від хвороб. Перераховані хвороби:
1. тифи (епідемічний висипний, черевний, епідемічний поворотний), які перебігали з гарячкою,
2. дизентерія, (найімовірніше шигельоз),
3. холера,
4. натуральна віспа
5. грип.

З них перші дві причини були головними вбивцями (222,021 і 93,232). Члени комісії визнали, що їхні дані були неповними, і що дійсне число загиблих, ймовірно, було вищим:
Чим більша кількість смертей … тим меншою буде кількість зареєстрованих за допомогою опитувань випадків; — оскільки хвороба змітала з лиця землі не лише цілі сім'ї… але й цілі села.
Пізніші історики згодні з тим, що в таблицях смертності станом на 1851 рік «рівень смертності був помилковим і, ймовірно, заниженим». Поєднання інституційних цифр і наданих фізичними особами дає "неповну та необ'єктивну кількість загиблих під час Голодомору. Кормак О Града, посилаючись на роботи А. А. Макартура, пише, що фахівцям давно відомо, що ірландські таблиці смертності були неточними. Града каже, що внаслідок цього таблиці недооцінюють кількість померлих, оскільки інформацію збирали з членів сімей, що вижили, а ті мали озирнутися на останні 10 років. Смерть і еміграція знищила цілі сім'ї, не залишилося нікого в живих, щоб відповісти на питання перепису.
Оцінка С. Г. Казенса про 800 000 смертей значною мірою спиралася на ретроспективну інформацію, що містилася в переписі 1851 року та в інших місцях, і нині її вважають заниженою. Сучасний історик Джозеф Лі каже про «принаймні 800 000», а за оцінками Р. Ф. Фостера померло «принаймні 775,000, але головним чином через хвороби, включаючи холеру на останніх етапах голокосту». Далі він зазначає, що «останні складні обчислення дають надлишкову смертність від 1846 до 1851 року між 1,000,000 і 1,500,000… після ретельної критики цих результатів, інші статистики отримали 1,000,000.»
Джоель Мокір оцінює загальну кількість жертв у діапазоні від 1,1 млн до 1,5 млн у період між 1846 і 1851. Мокір створив два набори даних, які містять верхню межу і нижню межу оцінки, які показують відсутність великої різниці в регіональних моделях. Справжня кількість, імовірно, лежить між двома крайніми оцінками, половиною і півтора мільйонами осіб, і найбільш широко прийнята оцінка становить один мільйон
| Лейнстер                    | Мюнстер | Ольстер | Коннот | Ірландія |
| --------------------------- | ------- | ------- | ------ | -------- |
| 15.3                        | 22.5    | 15.7    | 28.8   | 20       |
| Таблиця від Lee, 1973, с. 2 |         |         |        |          |

Внаслідок голоду емігрувало принаймні мільйон осіб. Було близько 1 млн емігрантів на далекі відстані між 1846 і 1851, переважно в Північну Америку. Сумарна наведена в переписі 1851 року кількість становить 967,908. Кількість емігрантів на короткі відстані, головним чином у Велику Британію, можливо становила 200 000 або більше.

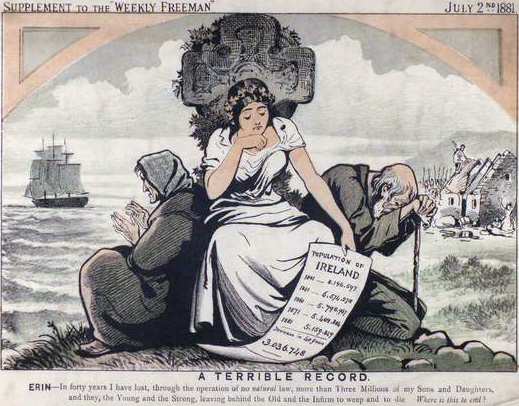
Політична карикатура 1880-х років: «за сорок років я втратила, без дії будь-якого природного права, понад три мільйони своїх синів і доньок, а вони, молоді і сильні, залишили позаду старих і немічних плакати і померти. Де цьому кінець?»

Ще одна область невизначеності лежить в описах хвороб, які дали орендарі, що були причиною смертей їхніх близьких. Хоча перепис 1851 року справедливо критикували за недооцінку справжніх масштабів смертності, він забезпечує основу для створення історії хвороб Великого голоду. Захворювання, які сильно вплинули на населення, поділяються на дві категорії: посилені голодом захворювання і хвороби від нестачі поживних речовин. Нестача поживних речовин найчастіше спричиняла кахексію, а також стан, який у той час називали водянкою. Водянка (набряк) була народною назвою, яку дали симптомам деяких захворювань, але отут водянка була типовим пізнім симптомом голодування, як при квашіоркорі. Однак найбільша смертність була не від нестачі поживних речовин, а від хвороб, підсилених голодом. Люди, які недоїдають, дуже вразливі до інфекційних хвороб, тому поява таких хвороб була тяжким фактором. Кір, діарея, туберкульоз, пневмонії, коклюш, гельмінтози і холера перебігали тяжко через нестачу харчування. Потенційно смертельні захворювання, такі як натуральна віспа і грип, були настільки заразними, що їх поширення не залежало від харчування, але тяжкість клінічного перебігу також корелювала зі ступенем голоду.
Найбільшим чинником смертності тоді вважали, окрім голоду, гарячку, що була домінуючим проявом тифів, і в людській пам'яті асоціювалася з найбільшою кількістю загиблих. У народній свідомості гарячка і голод були тісно пов'язані. Соціальні негаразди — збори голодуючих у їдальнях, продуктових складах, і переповнені робітні будинки — створили умови, які були ідеальними для поширення тифозних інфекційних захворювань, таких, як епідемічний висипний тиф, черевний тиф разом із паратифами і епідемічний поворотний тиф. Шлунково-кишкові захворювання були наслідком поганої гігієни, поганих санітарних умов і змін у характері харчування. Остаточного удару по населенню, ослабленому голодом, завдала холера, яку занесено  до Ірландії в 1830-х роках. У наступному десятилітті вона безконтрольно поширилася по всій Європі, досягла Англії, і, нарешті, в 1849 році знову потрапила до Ірландії.
Деякі науковці вважають, що населення Ірландії скоротилося на 20-25 %. І все це відбулося в той час як податки, орендна плата і продовольство були зібрані й відправлені британським орендодавцям на суму, що перевищила 6 млн фунтів стерлінгів.

## Після голоду
Після голоду картопля залишилася масовою сільськогосподарською культурою в Ірландії; наприкінці 19-го століття ірландське середньодушне споживання чотирьох фунтів на день було найвищим у світі. Наступні голоди мали мінімальний ефект і, як правило, про них забули, за винятком істориків. За даними перепису 1911 року, населення острова Ірландія скоротилося до 4,4 млн, тобто приблизно становило таку саму кількість як і в 1800 і 2000 роках, і лише половину від максимуму населення. З іншого боку, населення Англії та Уельсу збільшилося вдвічі, від 16 млн осіб у 1841 році до 32,5 млн в 1901-му.
Голод став значним поштовхом до переходу з ірландської на англійську мову як мову більшості. Найбільш постраждали від голоду переважно ірландськомовні райони і з цих районів також була найбільша кількість емігрантів. Усвідомлення культурної втрати призвело до появи активістів ірландської мови в Ірландії, Великій Британії, Америці і Австралії, внаслідок чого були створені такі організації, як Гельська ліга.
В Ірландії середній вік вступу в шлюб у 1830 році склав 23,8 для жінок і 27.47 для чоловіків, тоді як раніше він становив 21 рік для жінок і 25 для чоловіків, і частка тих, хто ніколи не був одружений становила близько 10 % населення; станом на 1840 рік цей вік відповідно зріс до 24,4 і 27,7; в перші десятиліття після голоду вік вступу в шлюб зріс до 28-29 років для жінок і 33 для чоловіків, крім того, третина ірландців і чверть ірландок ніколи не були в шлюбі, через низьку зарплатню і хронічні економічні проблеми, які відбивали бажання рано і повсюдно одружуватись.
На думку філолога, Еріка Фалькхер-Пойро, на диво для країни, яка славиться своєю багатою музичною спадщиною, лише невелику кількість народних пісень можна простежити від часу демографічної та культурної катастрофи, викликаної Великим голодом, і він робить з цього висновок, що протягом багатьох десятиліть серед бідних людей зазвичай уникали розмов на цю тему, оскільки вони приносили дуже багато сумних спогадів. Крім того, значна територія країни перетворилася на пустку і збирачі народних пісень у вісімнадцятому та дев'ятнадцятому століттях не записували пісень ірландською мовою, як мовою селянства, яку часто розглядали як мертву, або «не достатньо ніжну для освіченого вуха». Серед пісень, які збереглися, мабуть, найвідомішою є Скібберін. Однак, важливим джерелом натхнення для ірландських пісень упродовж 20-го століття була еміграція. Від 1970-х років написано і записано низку пісень про голодомор, наприклад, «Поля Атенрай» Піта Сент-Джона, «Голод» Шинейд О'Коннор і «Тисячі пливуть» the Pogues.

## Аналіз ролі держави

### Тогочасний
Тогочасна думка різко критикувала дії уряду Рассела і управління кризою. Від самого початку звучали звинувачення в тому, що уряд не зміг усвідомити масштаби катастрофи. Сер Джеймс Грем, який служив секретарем наприкінці роботи уряду сера Роберта Піля, пише Пілю, що, на його думку, «уряд недооцінив реальні масштаби ірландських труднощів, і до них не можна було застосовувати заходи в рамках суворих правил економічної науки».
Критика звучала з вуст не лише незалежних спостерігачів. Лорд-лейтенант Ірландії, Лорд Кларендон, 26 квітня 1849 року написав листа Расселу, переконуючи того, що уряд має вжити додаткових заходів допомоги: «я не думаю, що є інший законодавчий орган у Європі, який би ігнорував такі страждання, яких нині зазнає захід Ірландії, або холодно наполягав би на проведенні політики винищення.» 1849 року Головний комісар Закону про бідняків Едвард Твіслтон подав у відставку на знак протесту проти курсу в рамках закону, який передбачає додаткове фінансування для Закону про бідняків через збір шести пенні на фунт на всю оподатковувану власність в Ірландії. Твіслтон показав, що «порівняно дріб'язкові суми потрібні були Великій Британії, щоб уберегти себе від глибокої ганьби, дозволивши своїм нещасним підлеглим вмирати від голоду.»  Пітер Грей у своїй книзі Ірландський голод пише, що уряд витратив 7 мільйонів фунтів для допомоги в Ірландії між 1845 і 1850 рр. «що становить менш як половину відсотка британського валового національного доходу протягом п'яти років. Сучасники відзначали різкий контраст із 20 мільйонами фунтів стерлінгів компенсації вестіндійським рабовласникам у 1830-х роках.»
Інші критики стверджували, що навіть після того, як уряд визнав масштаби кризи, він не вжив достатніх заходів для її вирішення. Джон Мітчел, один з лідерів руху «Молода Ірландія», писав 1860 року:
Я назвав його штучним голодом: тобто, це був голод, що спустошив багатий і родючий острів, який виробляв щорічно достатньо і з надлишком, щоб прогодувати всіх своїх людей і багато інших. Англійці ж, натомість, називали голодомор «волею провидіння», і приписувати його виключно фітофторозу на картоплі. Однак, така сама неприємність трапилась із картоплею по всій Європі; але ніде більш не було масового голоду, крім як в Ірландії. Британське пояснення цього питання — це, по-перше, обман, по-друге, блюзнірство. Всевишній, дійсно, послав фітофтороз картоплі, але голод створили англійці.
Інші критики побачили у відповіді уряду своє ставлення до так званого «ірландського питання». Нассау Сеніор, професор економіки Оксфордського університету, писав, що голод «не вбив більш як один мільйон осіб, і що цього навряд чи достатньо, щоб зробити щось добре.» 1848 року Деніс Шайн Лолор припустив, що Рассел був учнем поета Єлизаветинської епохи Едмунда Спенсера, який розрахував «як далеко англійську колонізацію та англійську політику можна найбільш ефективно здійснити ірландським голодом». Чарльз Тревельян, цивільний службовець найбільш прямо відповідальний за дії уряду щодо голоду, описав його в 1848 році як «прямий удар наймудрішого і всемилосердного провидіння», який оголив «глибоке і застаріле коріння соціального зла»; він стверджував, що голод був «різким, але дієвим засобом, за допомогою якого справді можна вилікувати. Дай Бог, щоб покоління, якому ця можливість була запропонована, змогло правильно виконати свою роль…»

### Історичний
Крістін Кінілі висловлює консенсус істориків, коли вона заявляє, що «головна трагедія ірландського голоду 1845-52 ознаменувала собою поворотний момент у сучасній історії Ірландії. Вона, однак, не була неминучою.» Основні фактори, які разом викликали голод, посилилися внаслідок неадекватної реакції уряду. Як Кінілі зауважує:
|  | Уряд мусив зробити щось, щоб полегшити страждання, особливий характер фактичної відповіді, особливо після 1846 року, дозволяє припустити більш прихований порядок денний та мотивацію. Коли голод посилився, стало очевидним, що уряд використовував свою інформацію не просто для того, щоб сформулювати свою політику допомоги, а й як можливість полегшити настання різних бажаних змін в Ірландії. До них належали контроль над населенням та консолідація майна за допомогою різних засобів, включаючи еміграцію... Попри неспростовні свідчення тривалих нещасть, спричинених наступними роками картопляної гнилі, основною філософією допомоги було те, що її потрібно зберегти на мінімальному рівні; насправді ж вона фактично зменшилася, коли голод посилювався. Оригінальний текст (англ.) [T]he government had to do something to help alleviate the suffering, the particular nature of the actual response, especially following 1846, suggests a more covert agenda and motivation. As the Famine progressed, it became apparent that the government was using its information not merely to help it formulate its relief policies, but also as an opportunity to facilitate various long-desired changes within Ireland. These included population control and the consolidation of property through various means, including emigration... Despite the overwhelming evidence of prolonged distress caused by successive years of potato blight, the underlying philosophy of the relief efforts was that they should be kept to a minimalist level; in fact they actually decreased as the Famine progressed. |

Кілька письменників підкреслили рішення уряду продовжувати експорт продовольства з Ірландії, як натяк на ставлення тих, хто формував політику. Леон Уріс припустив, що «в Ірландії було достатньо їжі», а всю ірландську велику рогату худобу відправляли до Англії. У четвертому акті п'єси Джорджа Бернарда Шоу "Людина і Надлюдина" є такий діалог:
М е л о у н. Він терпляче знесе це нещастя. Чоловіки куди легше справляються з розчаруванням у коханні, ніж із грошовою скрутою. Мабуть, ці мої слова здаються вам підлими, але я знаю, що кажу. Мій батько помер від голоду в Ірландії (чорного сорок сьомого року). Може, ви чули про це.
В і о л е т т а. Був голод?
М е л о у н (жагуче). Ні. Але смерть від голоду. Коли в країні повна-повниця харчів і їх експортують, не можна казати про голод. А проте мій батько помер з голоду; голод погнав і мене на руках у матері до Америки. Англійський уряд вигнав мене й моїх із Ірландії… ну, що ж — беріть собі Ірландію! Я й подібні до мене тепер повертаємося, щоб купити Англію. Я не хочу для Гектора ні маєтків, ні дружини із середнього класу. Я кажу так само щиро, як і ви, еге ж так?
Деякі також вказали на структуру Британської імперії як фактор, що сприяв голоду. Джеймс Ентоні Фруде писав, що «Англія управляла Ірландією заради того, що вона вважала своїми власними інтересами, роблячи свої розрахунки щодо валового балансу…, і відкинувши етичні обов'язки вбік, так ніби поділ на правильне і хибне був викреслений зі зводу законів Всесвіту». Деніс Кларк, Ірландсько-американський історик і критик імперії, стверджував, що голод був «кульмінацією поколінь зневаги, беззаконня і репресій. Це було епопеєю англійської колоніальної жорстокості і неадекватності. Для безземельних мешканців халуп це означало еміграцію або смерть…»

### Питання про геноцид
Голод залишається спірною подією в історії Ірландії. Дискусія та обговорення реакції британського уряду на неврожай картоплі в Ірландії, експорту продовольчих культур і худоби, подальшої масштабної смерті від голоду, і чи дійсно це є геноцидом, залишаються історично і політично важливими питаннями.
1996 року Френсіс Е. Бойл, професор права в університеті штату Іллінойс в Урбана–Шампейн, написав доповідь, підготовлену на замовлення розташованого у Нью-Йорку Комітету з Ірландського голодомору/геноциду, в якій ідеться про те, що британський уряд навмисно проводив расову та етнічну політику, спрямовану на знищення групи повсюдно відомої як ірландський народ і що політика масової смерті від голоду заслуговує називатись геноцидом за Гаазькою Конвенцією 1948 року. Американський штат Нью-Джерсі в 1996 році включив цей голод у «Навчальний план із голокосту і геноциду» на другому рівні.
Журналіст Пітер Даффі пише, що «злочин уряду, який заслуговує на те, щоб очорнити його ім'я на віки віків», був «спробою відновлення Ірландії» за рахунок «задуманого землевласниками перетворення ділянок оранки на пасовища», що «взяла верх над зобов'язанням забезпечити харчуванням … своїх голодуючих до смерті громадян. Нічого дивного в тому, що багато людей вважають цю політику геноцидом».
Деякі коментатори стверджують, що пекучий вплив пам'яті про голод в ірландській культурі створює враження про геноцид, водночас наполягаючи, що насправді його не було. Роберт Кі каже, що голод бачать як «порівнянний» за своїм впливом на «народну національну свідомість, з тим як 'остаточне розв'язання' вплинуло на євреїв».
Кормак О' Града не згоден, що голодомор був геноцидом. Він стверджує, що «геноцид включає намір убивства, і треба сказати, що навіть найбільш фанатичні та расистські серед тодішніх коментаторів не бажали винищення ірландців», а також те, що більшість людей у Вайтхоллі «сподівалися на кращі часи для Ірландії». Крім того, він заявляє, що твердження про геноцид не добачає «величезного завдання, яке стояло перед установами з надання допомоги, як центральними, так і місцевими, державними і приватними». О' Града вважає, що причиною подій було радше недбале ставлення, ніж геноцид. Едвард Ленгел стверджує, що погляд на ірландців як на «нижчу расу», яка через це сама несе відповідальність за свої нещастя, набув поширення у Великій Британії під час і відразу після голоду, особливо завдяки публікаціям у впливових виданнях, таких як Медікал Таймс і Таймс.
Великий голод в Ірландії порівнюють із Голодомором («масова смерть від голоду»), який мав місце в Україні за Сталіна в 1932 році, , і який був предметом подібних суперечок і дискусій.

## Пам'ятники

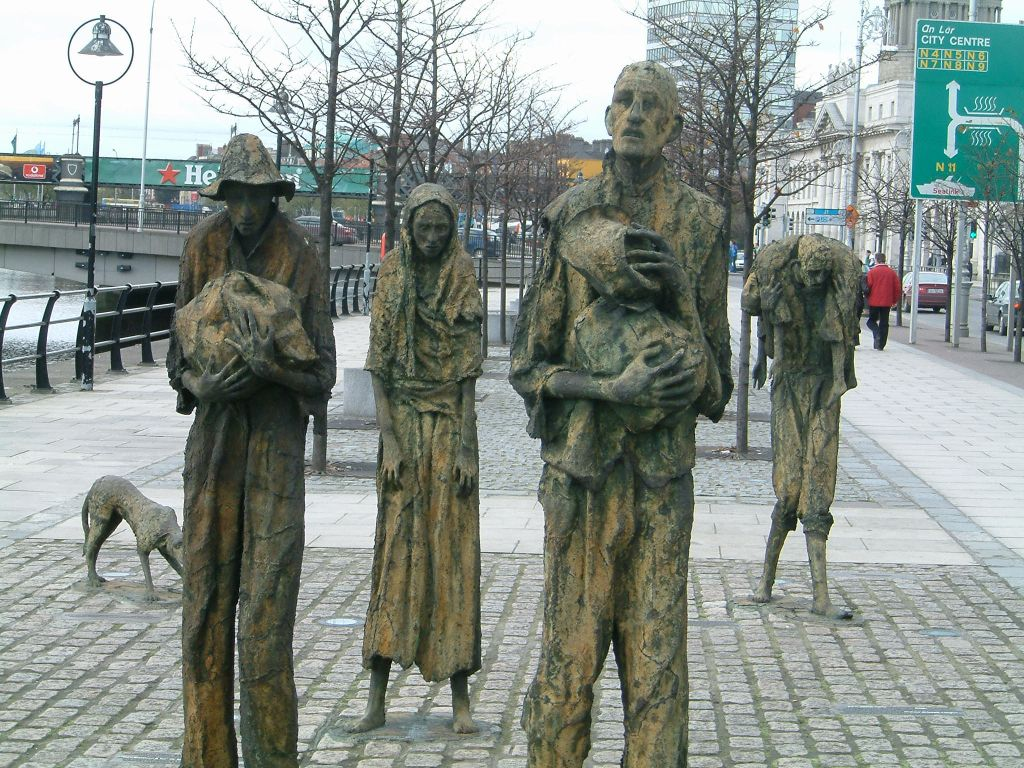
Меморіал Голоду в Дубліні

Великий голод увічнений у багатьох місцях по всій Ірландії, особливо в тих регіонах, які зазнали найбільших втрат, а також у закордонних містах із найбільшою часткою ірландських мігрантів серед населення. Серед найвідоміших пам'ятників розміщені на набережній біля Будинку митниці в Дубліні тонкі скульптурні фігури роботи Рована Гіллеспі, які ніби йдуть до емігрантських кораблів. Існує також великий Меморіал у Murrisk Millennium Peace Park біля підніжжя гори Croagh Патрик в графстві Мейо. Серед меморіалів у США можна відзначити Меморіал ірландського голоду біля ділянки набережної Манхеттена в Нью-Йорку, куди прибуло багато ірландських біженців. Щорічна хода Великого голоду від Дулу до Louisburgh, Колорадо, Майо — дітище ірландського автора/гуманітарія Дона Маллана — відбувається від 1988 року. Її очолювали такі відомі особистості, як архієпископ Десмонд Туту з Південної Африки і Чокто Оклахоми. Хода, організатором якої є AFrI (Action From Ireland), відбувається в першу або другу суботу травня, і пов'язує пам'ять про Великий голод із сучасними проблемами прав людини. У перші роки існування цю ходу висвітлювали три великі американські телевізійні мережі (ABC, NBC і і CBS).

## Виноски
1. ↑  "The Famine that affected Ireland from 1845 to 1852 has become an integral part of folk legend."[2]
2. ↑  Kinealy put the date at the 16th.[34]
3. ↑  Lyon Playfair and John Lindley were sent from England to investigate with the local assistance of Robert Kane.[44]
4. ↑  William H. Gregory became the husband of Lady Gregory. He was heir to a substantial Galway estate in 1847, which he dissipated by gambling debts on the turf in the late 1840s and early 1850s.[71]
5. ↑  Civil registration of births and deaths in Ireland was not established by law until 1863.[110]
6. ↑  "Based on hitherto unpublished work by C. Ó Gráda and Phelim Hughes, 'Fertility trends, excess mortality and the Great Irish Famine' ... Also see C.Ó Gráda and Joel Mokyr, 'New developments in Irish Population History 1700–1850', Economic History Review, vol. xxxvii, no.4 (November 1984), pp. 473–488."[122]
7. ↑  "Clearly, during the years 1845 to 1850, the British government pursued a policy of mass starvation in Ireland with intent to destroy in substantial part the national, ethnic and racial group commonly known as the Irish People...Therefore, during the years 1845 to 1850 the British government knowingly pursued a policy of mass starvation in Ireland that constituted acts of genocide against the Irish people within the meaning of Article II (c) of the 1948 [Hague] Genocide Convention."[151]
8. ↑  Approved by the New Jersey Commission on Holocaust Education on 10 September 1996, for inclusion in the Holocaust and Genocide Curriculum at the secondary level. Revision submitted 11/26/98.[152]